# Военная академия имени Георгия Раковского

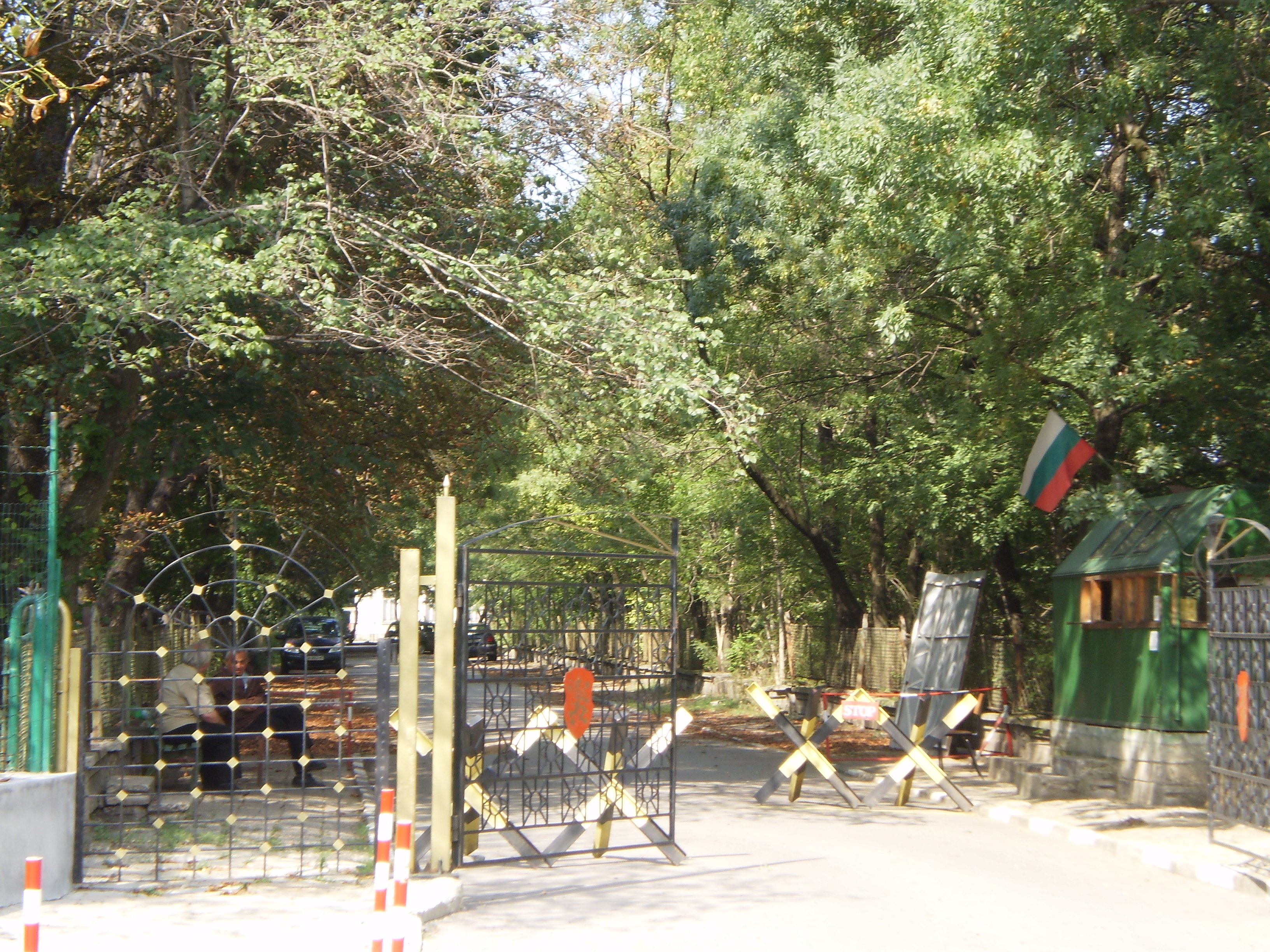
Боковая аллея

Военная академия им. Георгия Раковского (болг. Военна академия "Георги Стойков Раковски") — старейшее высшее военное учебное заведение в Болгарии.
Расположена в Софии.

## История
Создана 1 марта 1912 г. как военное училище.

## Выпускники
Среди известных выпускников академии были генералы Мишо Мишев, Йордан Миланов, Петко Йотов, Златан Стойков. Президент Болгарии с 2016 года Румен Радев также окончил эту академию.

## Дополнительная информация
- Печатным изданием академии является «Военен журнал».